# Малюнки Іллі Рєпіна

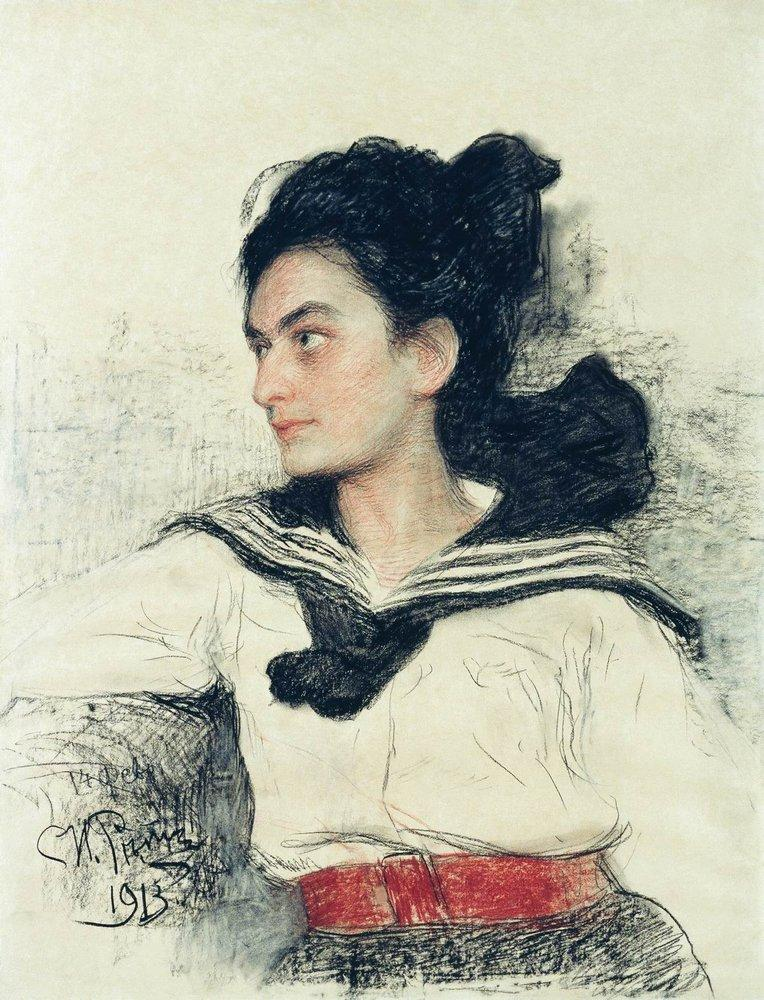
Ілля Рєпін. «Марія Осипівна Ловенфельд», 1913 р., Челябінський державний музей образотворчих мистецтв

Малюнки Іллі Рєпіна — специфічна і допоміжна галузь творчості відомого художника.

## А чи будуть фарби в раю?

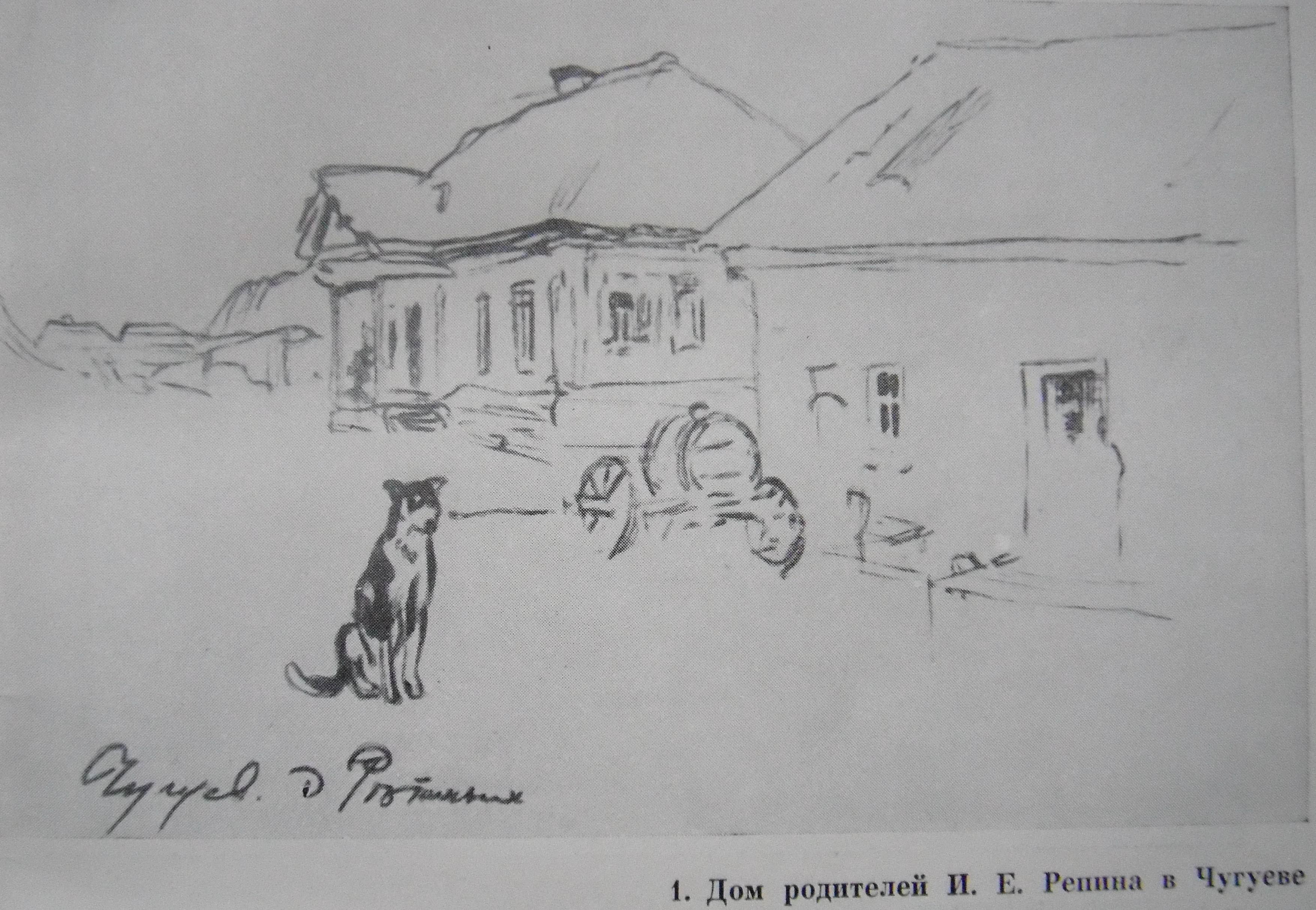
Будинок батьків в місті Чугуїв. 1860 р.

Як і більшість дітей, Ілля почав малювати з дитинства. але підходив до справи захоплено. Набридав батькам із питанням, а чи будуть фарби в раю? Бо рай без фарб і малювання був для підлітка непривабливим. Провінційний і тихий Чугуїв стане одною з ранніх тем малюнків майбутнього митця. Це фіксаційні замальовки молодика з дворм батьків, краєвид з школою військових топографів, перші несміливі портрети в профіль.

## Малюнки Рєпіна і поради Крамського

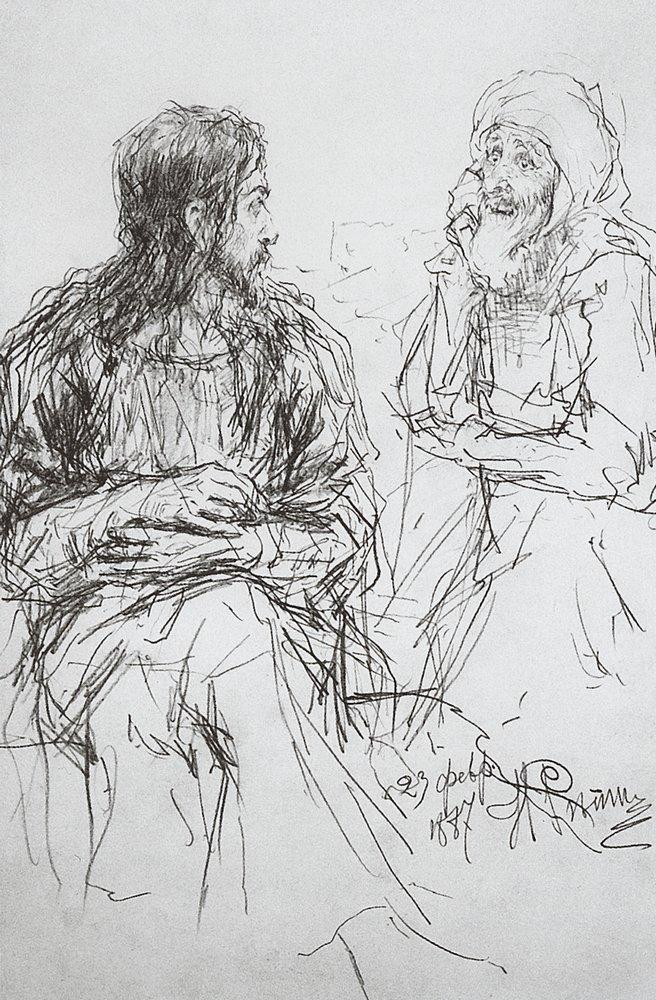
І. Рєпін. «Христос і Нікодим». 1887 р.

Хлопцем-підлітком  навчався у місцевій іконописній майстерні. У 19 років подався до столиці Російської імперії — Санкт-Петербурга.
З 1863 року — в Петербурзькій малювальній школі. 
1864 року йому вдалося влаштуватись в Імператорську Академію мистецтв. Ще з часів навчання в Петербурзькій малювальній школі Рєпін призвичаївся показувати власні малюнки викладачеві і художнику Івану Крамському. Той був прихильником точного малювання та розвитку власної індивідуальної манери, відмінної від ретельних і монотонних малюнків академістів. Декілька разів він казав Іллі: 
| Дай вам, Боже, не зіпсувать в академії. За академічні премудрості майже завжди платять своєю особистістю, індивідульністю художньою. Скільки вже людей, і яких талановитих, виробилось в пошлих рутинерів. |
«Академічні премудрості», від яких застерігав студента Рєпіна Іван Крамськой, були притаманні лише раннім малюнкам митця-провінціала, мимоволі підкореного авторитету імператорського закладу. Якось Ілля приніс на суд викладача ескіз до біблійної теми «Всесвітній потоп». Крамськой не приховав обурення і запитав:  
| Як, і це Ви? Ну не очікував. Та це ж «Останній день Помпеї...» (тобто — пройдений етап !!!). Адже це не справляє ніякого враження, незважаючи на всі громовиці, блискавки і пустопорожні жахи. Все це насмикане з побачених Вми картин... Ні, Ви цю звичку покиньте... |
Академію Ілля Рєпін закінчив з золотою медаллю і відбув у студійну подорож до Італії та Франції.

## Малюнки репортажі
Логічним прагненням для молодого художника було якомога більше малювати. Бо він ще не знав, що саме припаде до душі і спонукає творити нову картину. Рєпін і малював — випадкові пейзажі, дитячі і жіночі голівки, профілі і зображення людей зі спини і в ракурсах. Кількість осіб, поданих зі спини у Рєпіна навіть дивує, адже це не самий ефектний варіант. Тим не менше художник повертався до нього раз від разу. 
Чимала доля малюнків майстра має так званий репортажний характер. Вони швидкі, безпосередні і не справляють враження академічно закінчених, хоч пейзаж, хоч архітектурна споруда, хоч побутові начерки натовпу чи якоїсь особи. Вся ця купа замальовок — ніколи не стане картинами.
Останній репортажний малюнок Рєпін присвятив зустрічі з діячами Фінляндії, коли він зробив спробу вжитися в новий для нього осередок культури і передав державі фінів низку власних картин у подарунок. Цей малюнок теж не став новою картиною митця.

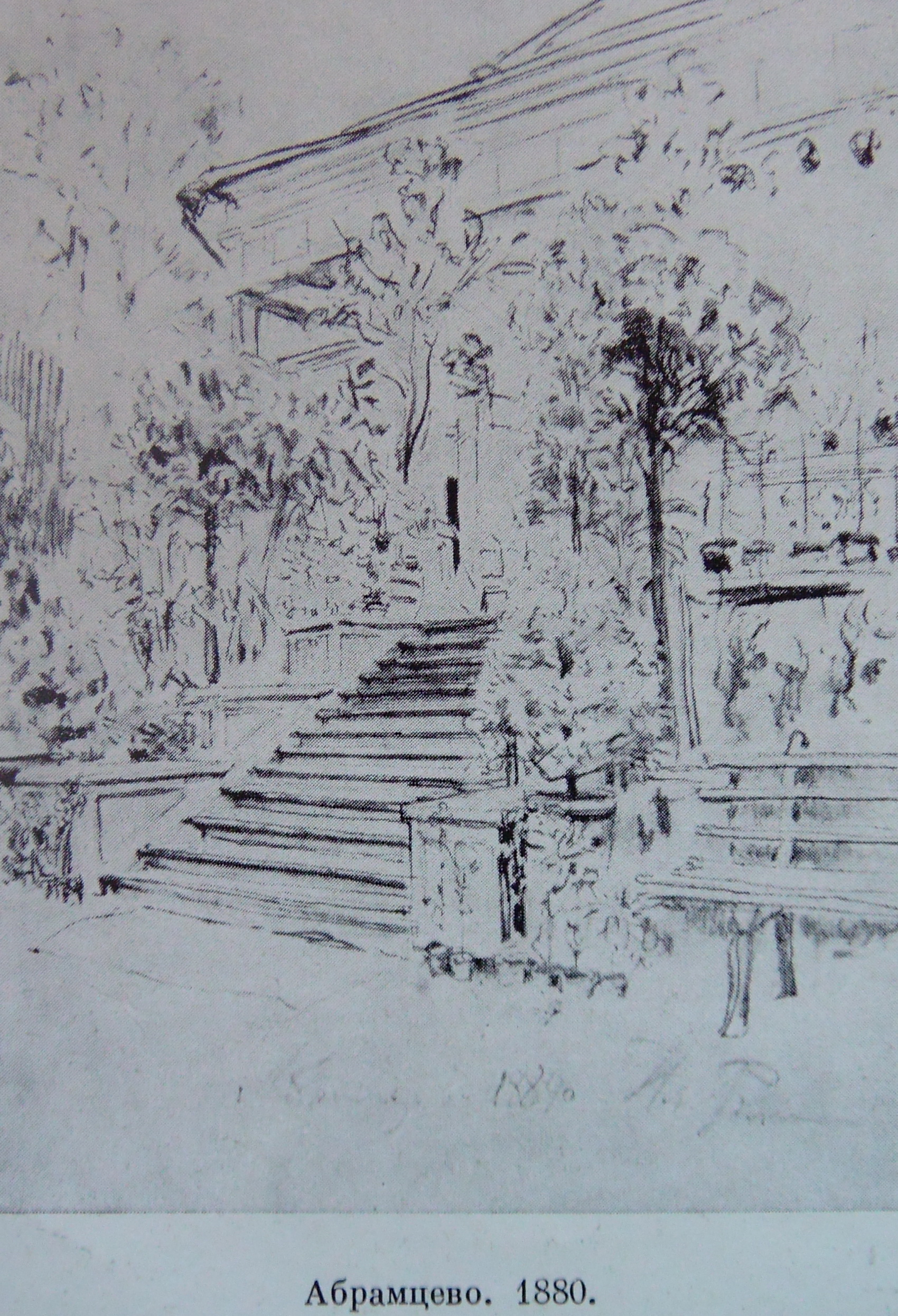
«Садиба Абрамцево. Паркові сходи», 1880 р.
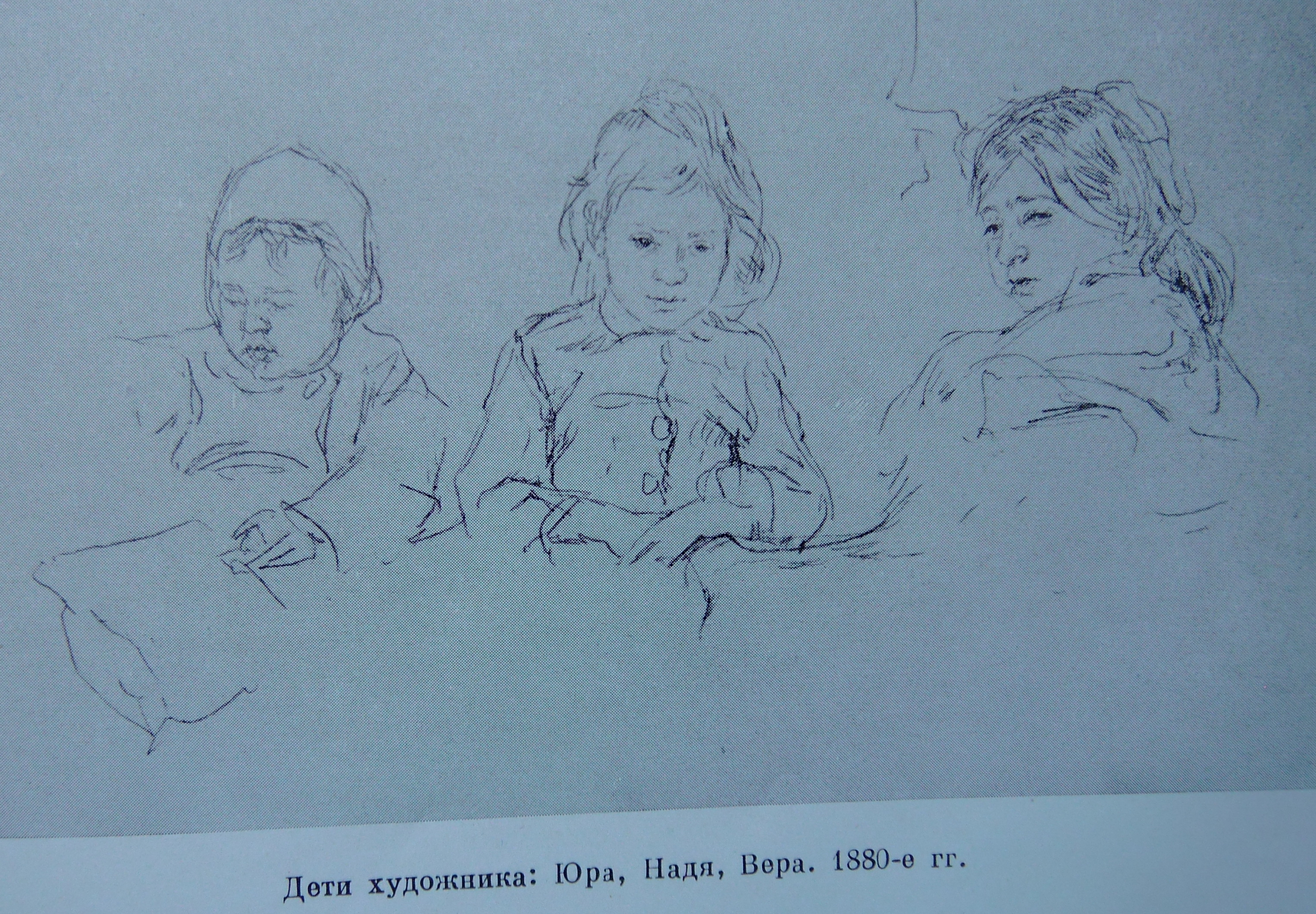
«Діти художника: Юра, Надя, Віра», 1880 р.
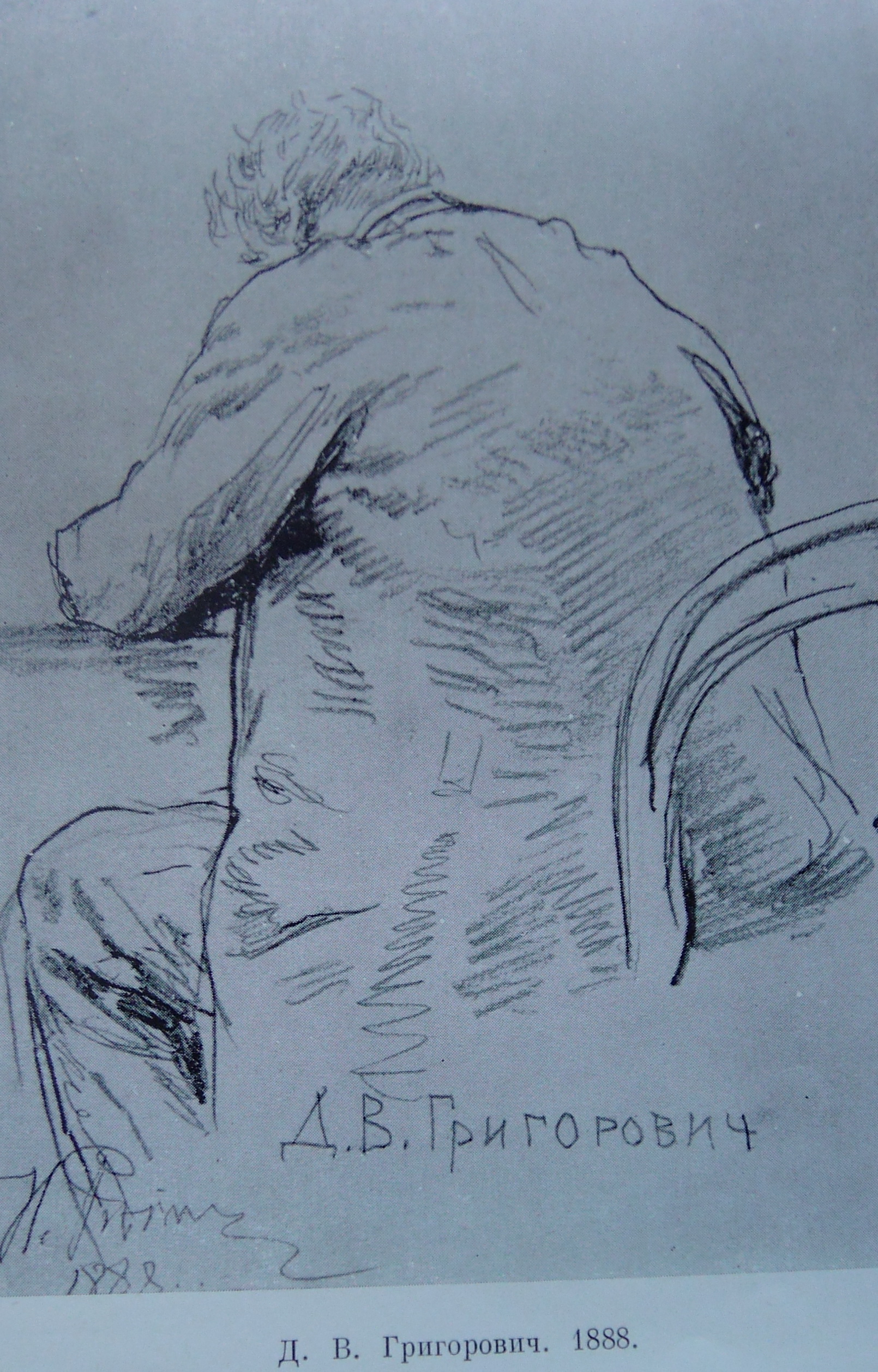
«Григорович Д. В.», 1888 р.
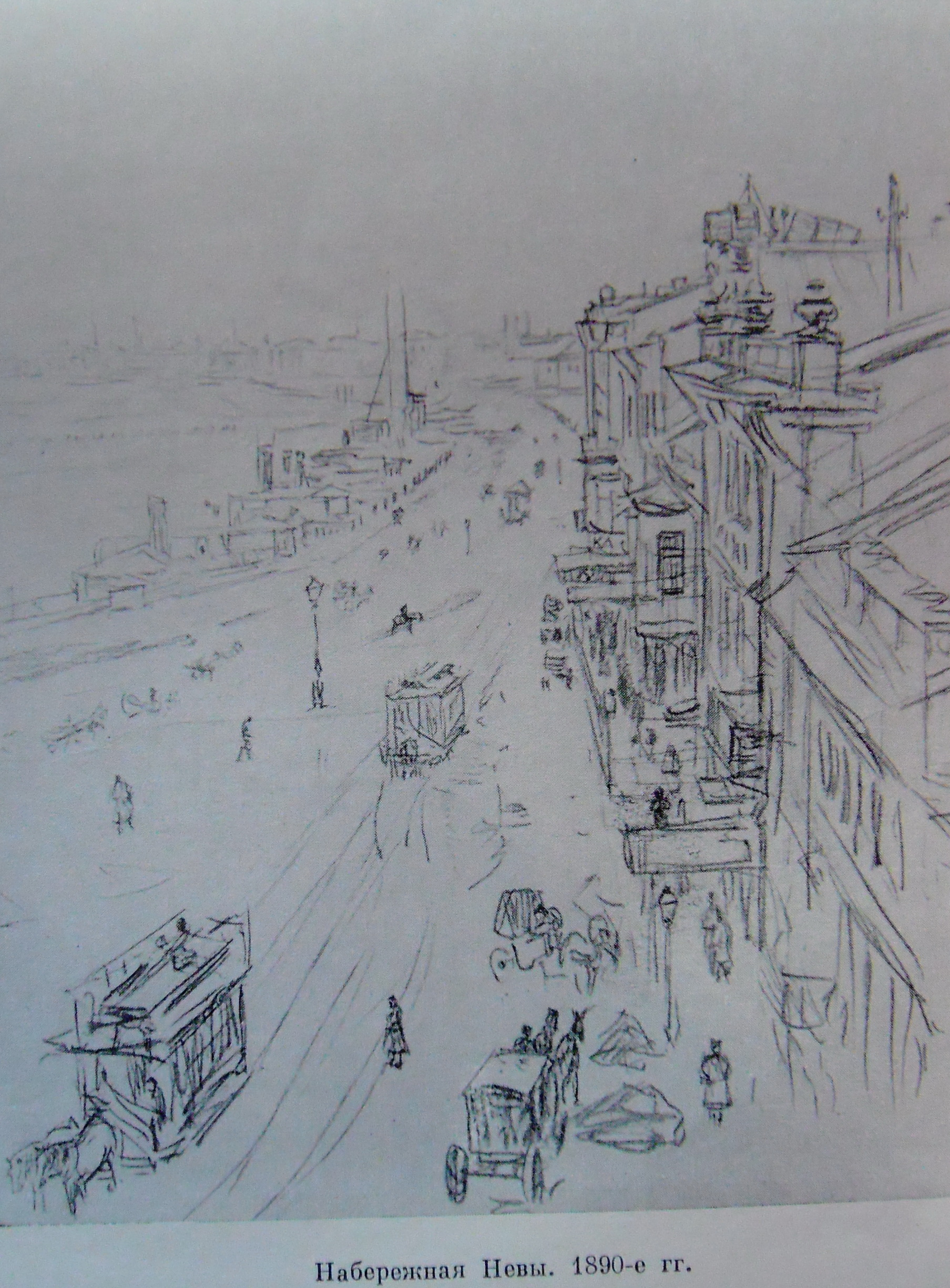
«Набережна річки Нева», 1890 р.

## Малюнки портрети

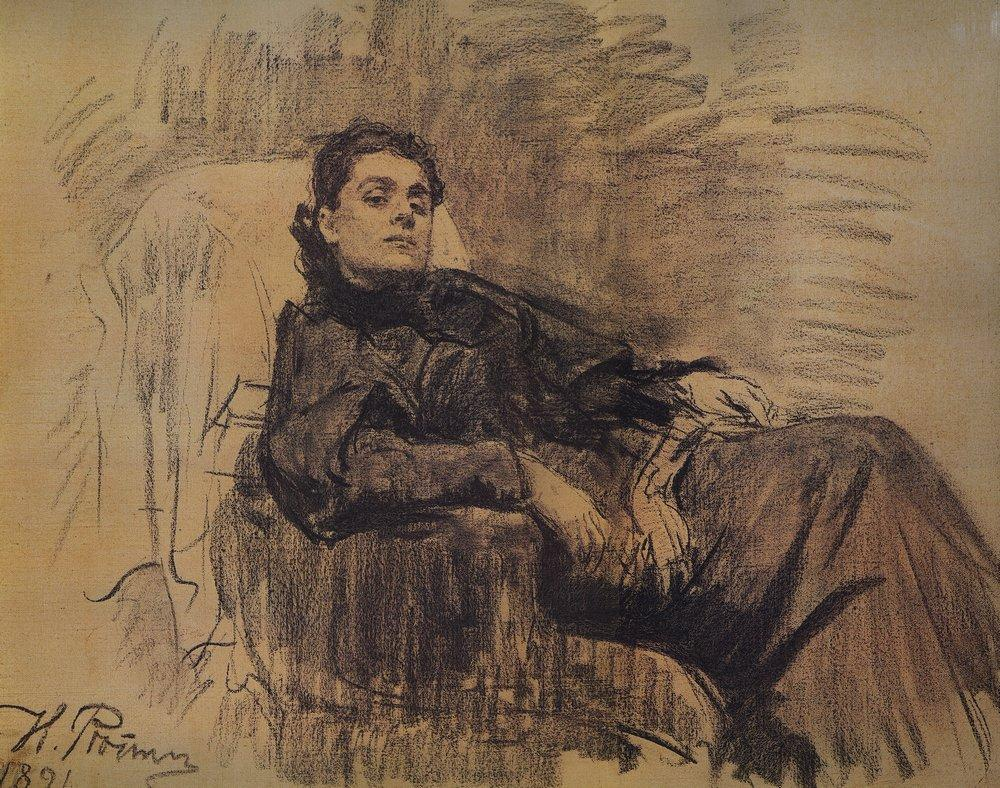
Італійська актриса Елеонора Дузе, малюнок, 1891 р, Третьяковська галерея

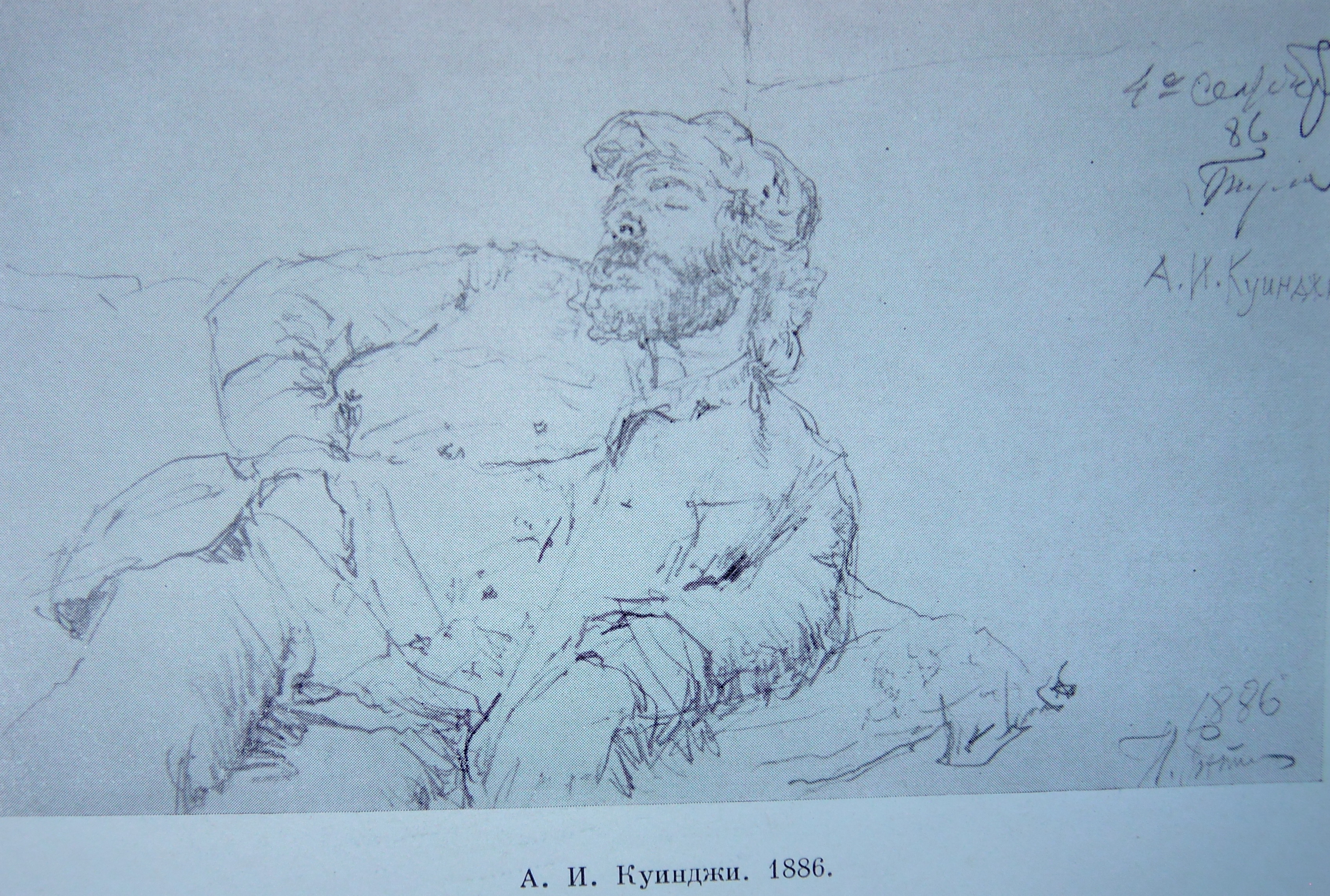
«Куїнджі Архип Іванович», малюнок 1886 р., фонд Російської національної бібліотеки

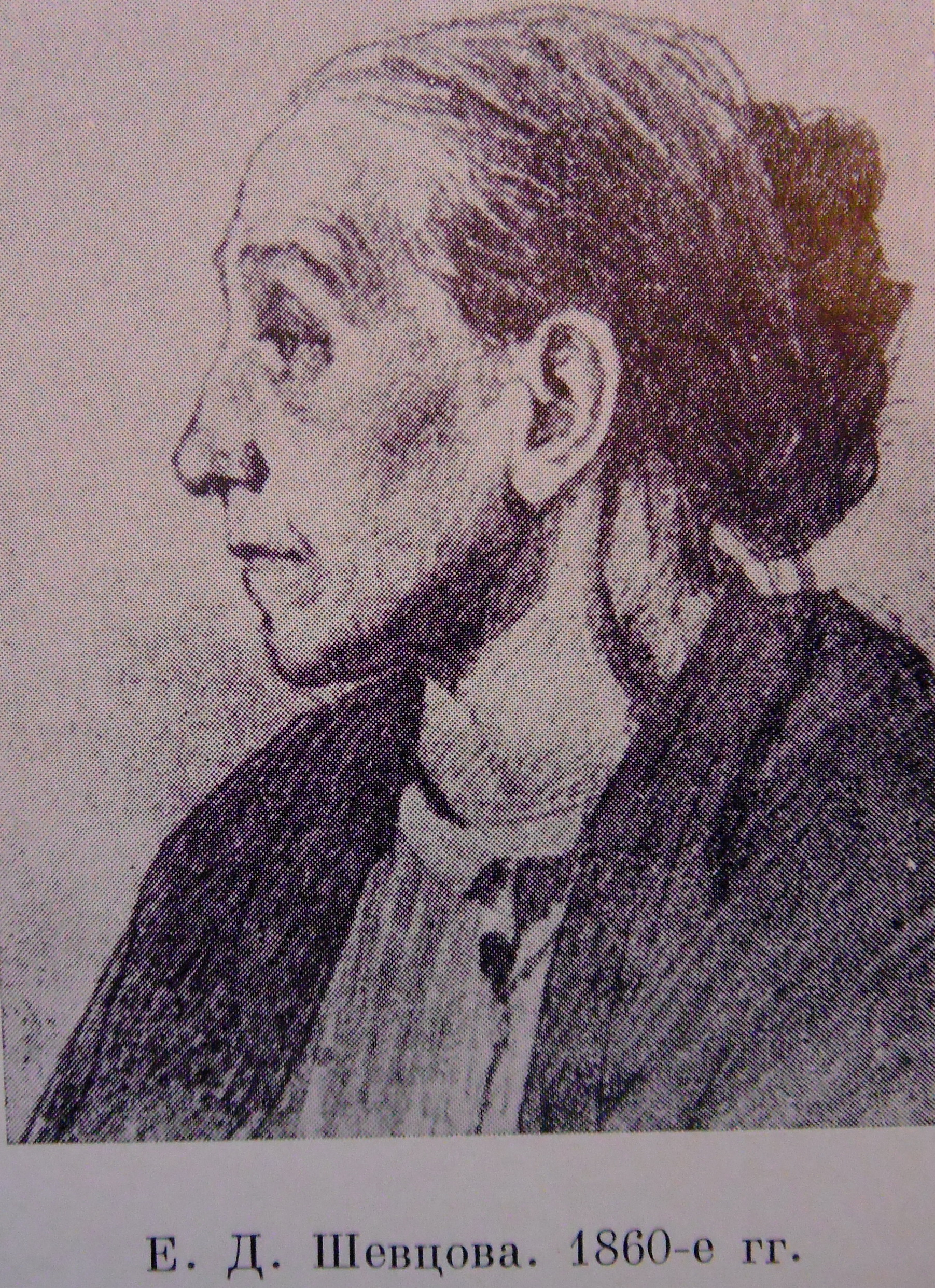
Портрет Шевцової Є. Д, 1860 р., фонд Російської національної бібліотеки
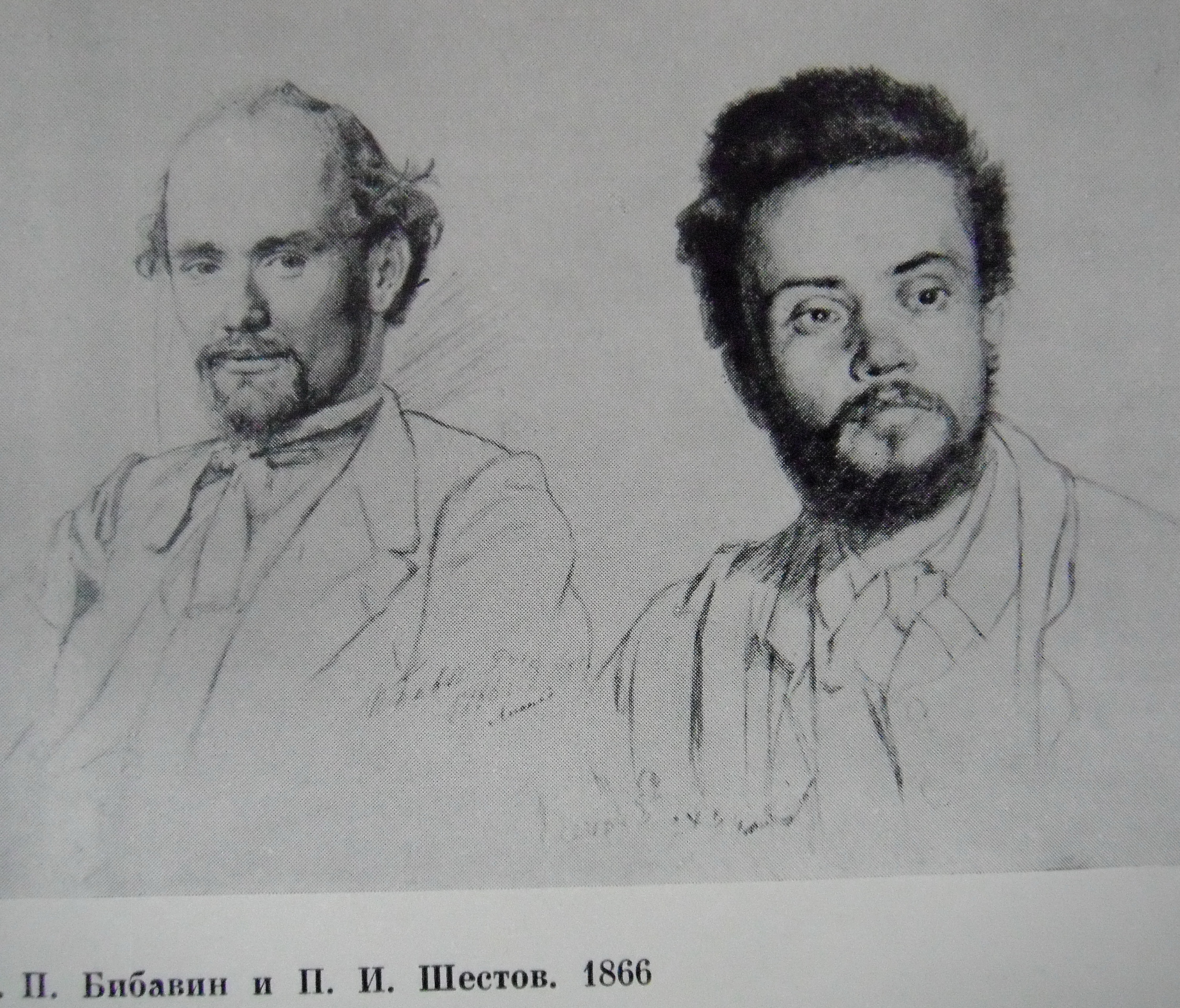
«Бібавін та Шестов», 1866 р., фонд Російської національної бібліотеки
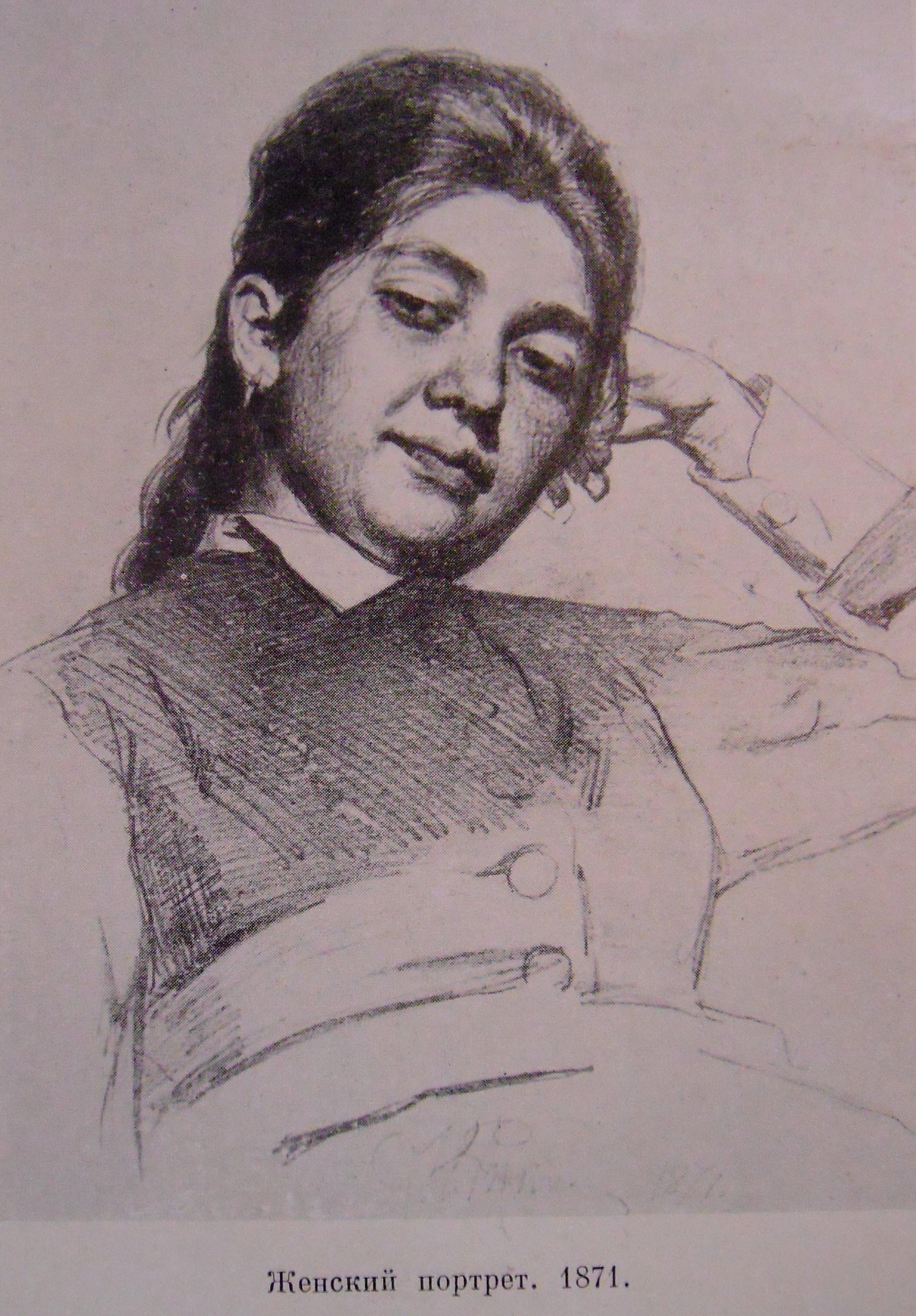
«Жіноча голівка», 1871 р.
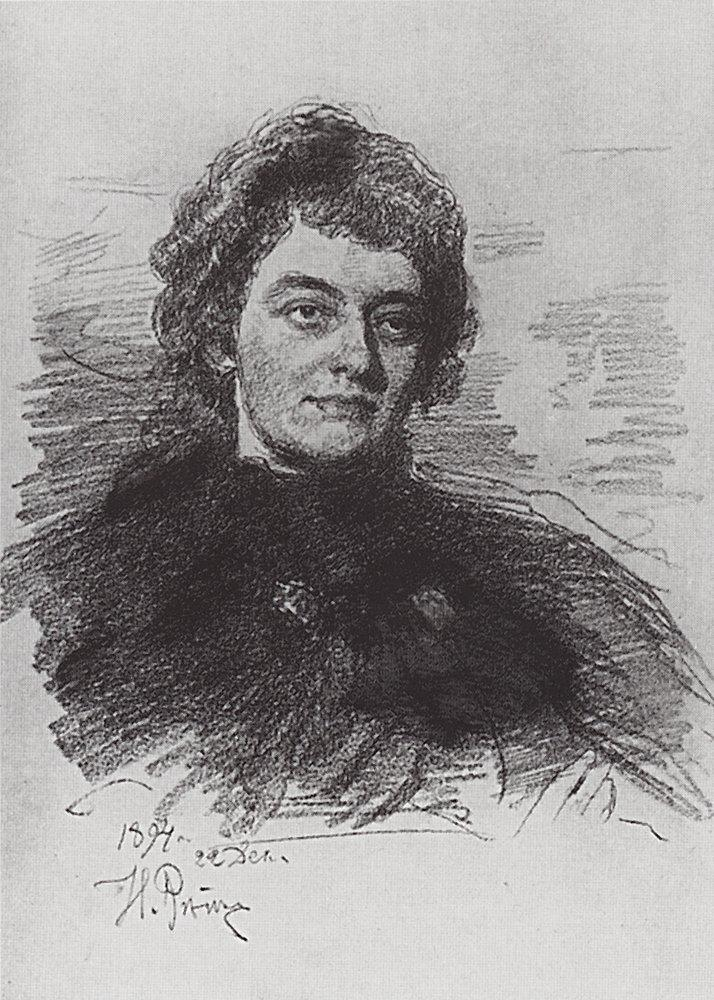
«Зінаїда Гіппіус». Художник Ілля Рєпін, 1894
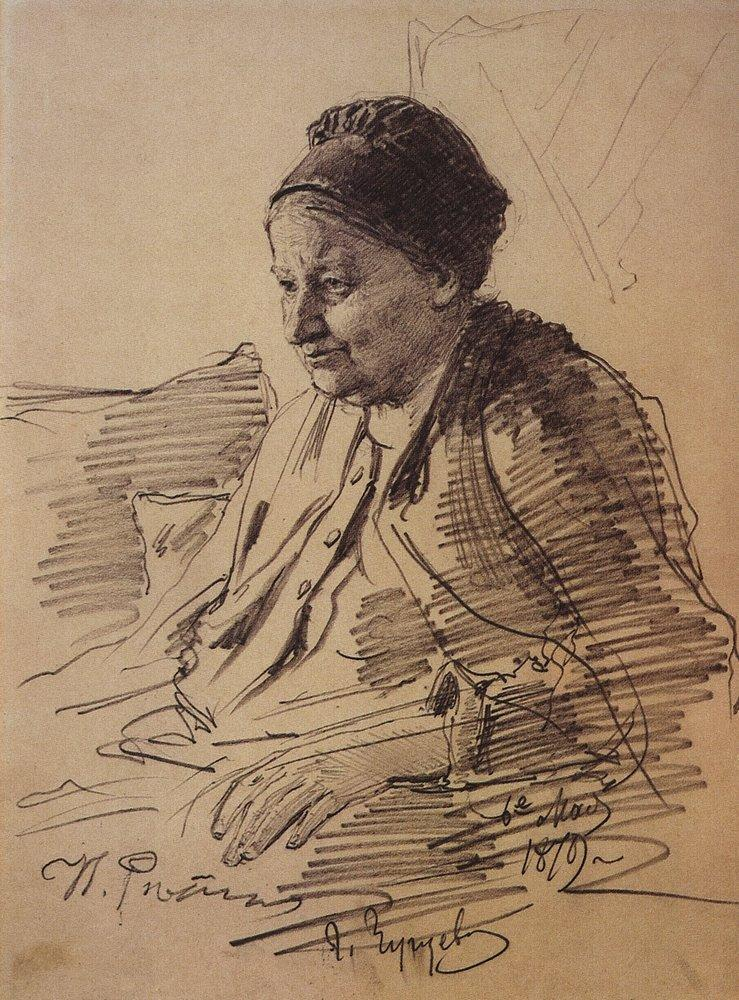
«Портрет матері хдожника», 1879 р.
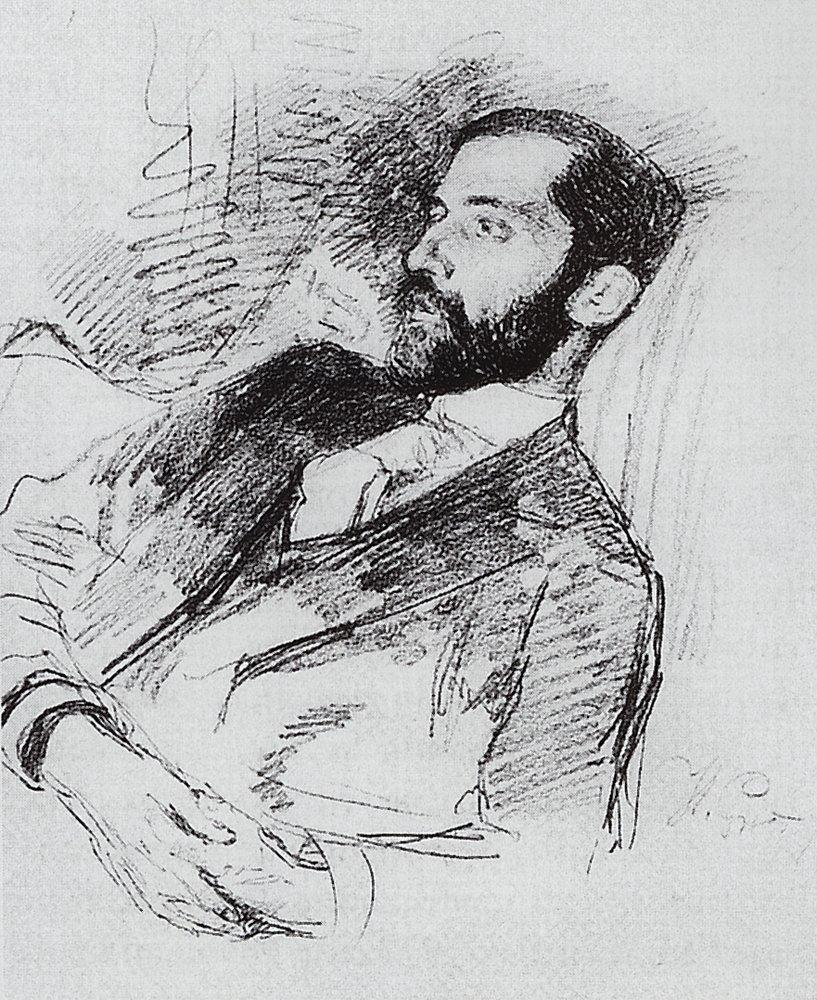
Портрет письменника Д. С. Мережковського, бл. 1900 р.
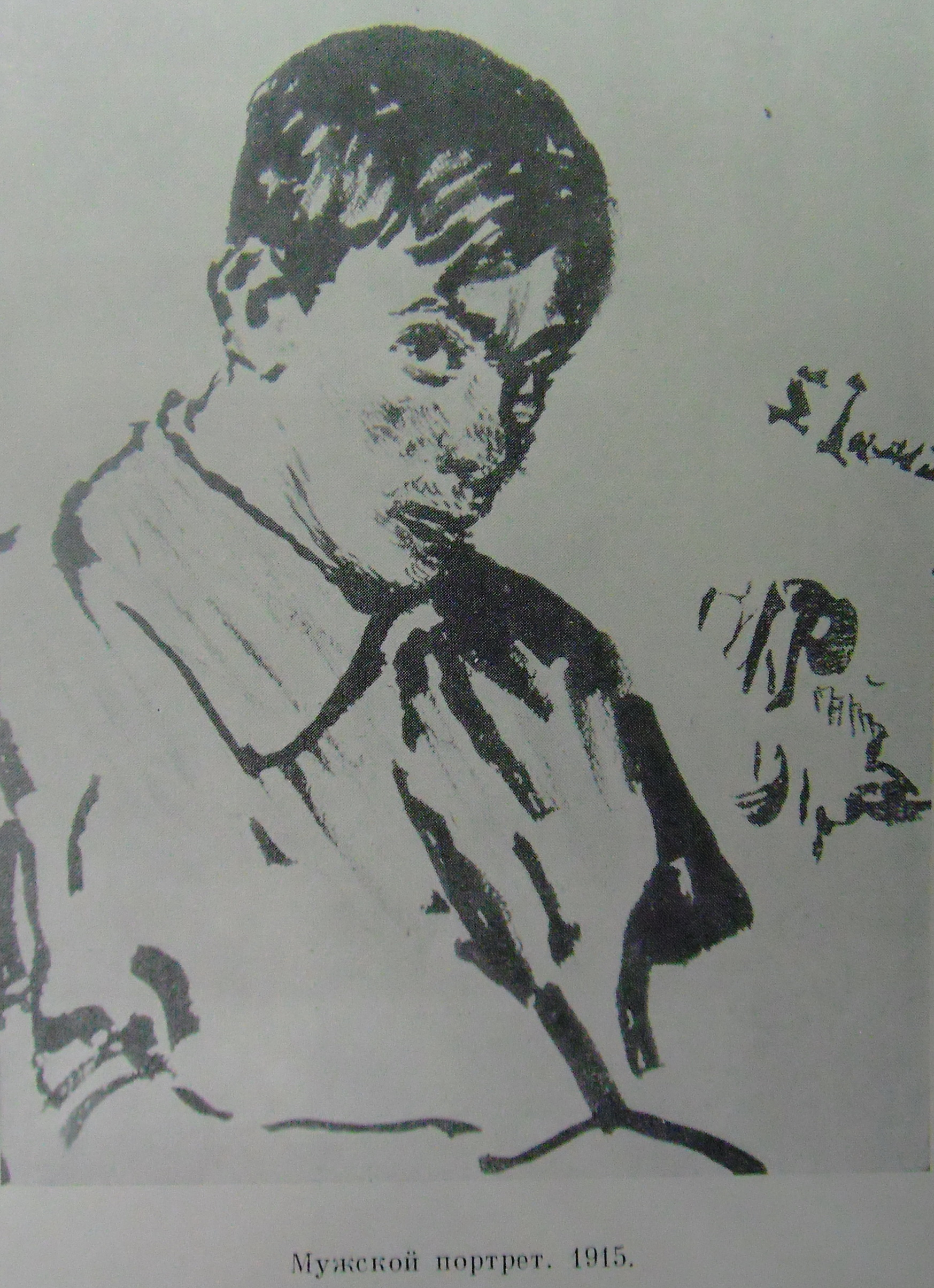
Невідомий юнак, 1915 р., фонд Російської національної бібліотеки
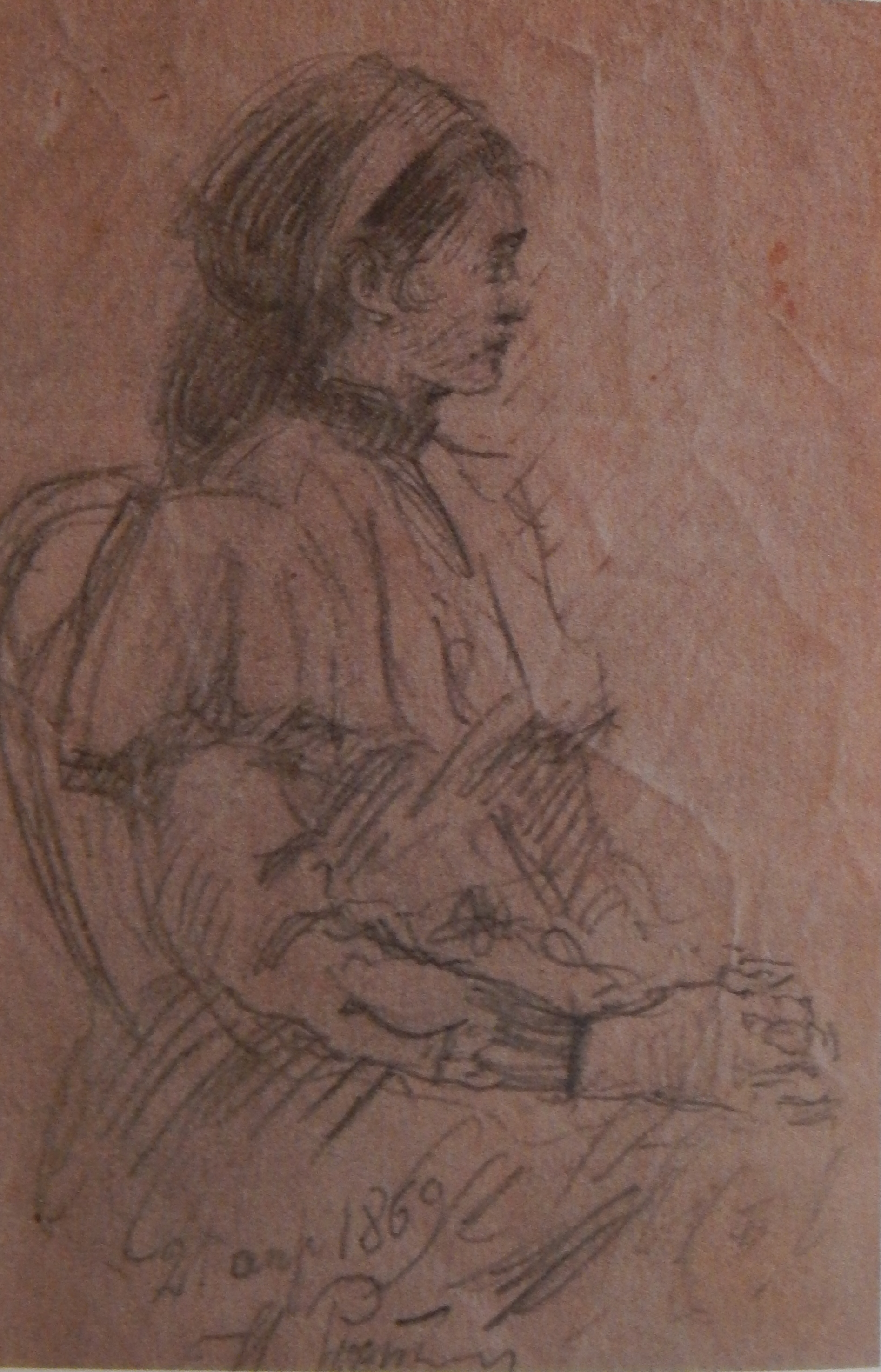
Портрет Августини Сінькевич 1869 р., фонд Харківського художнього музею

## Малюнки до картин

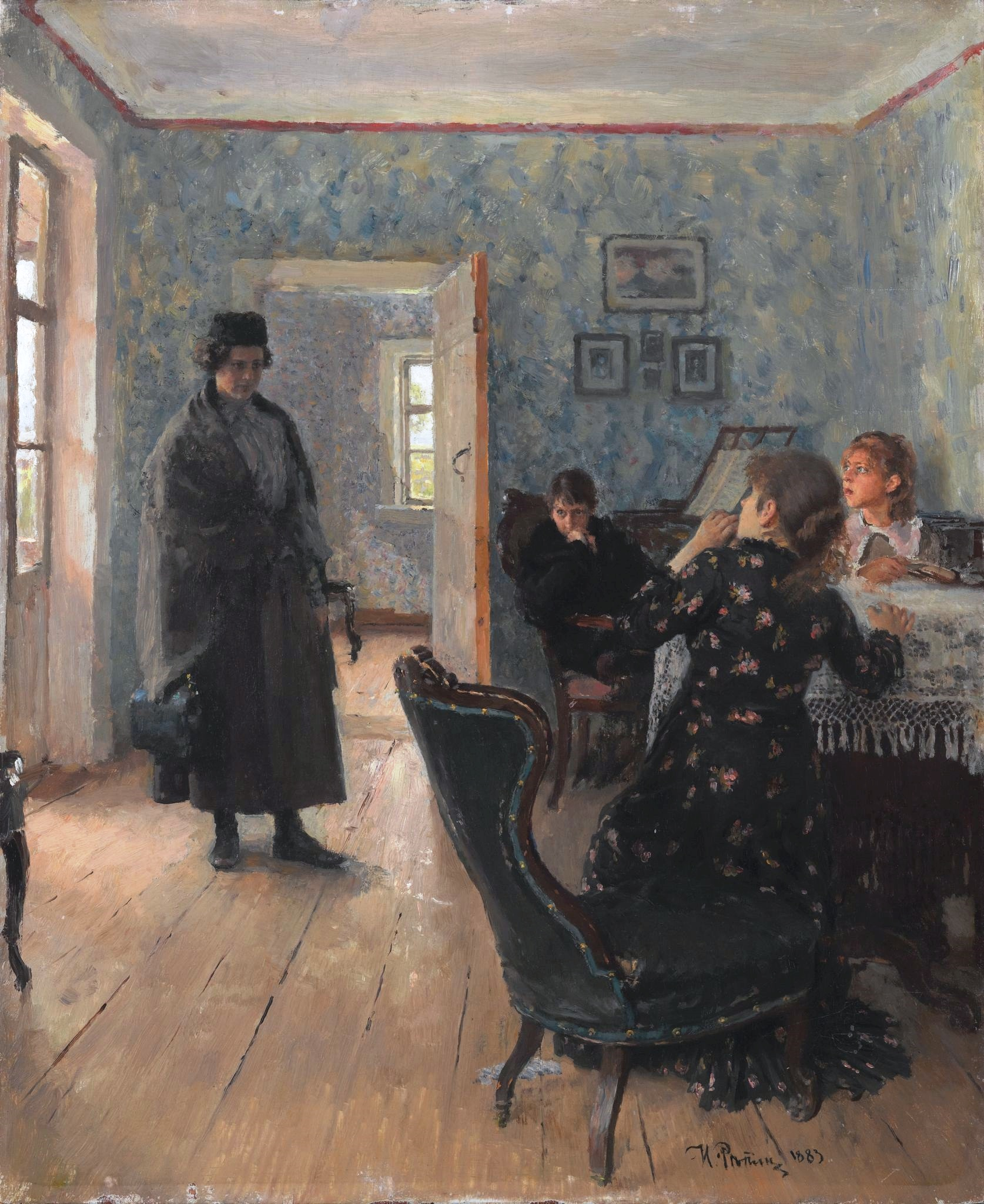
Ілля Рєпін. «Не чекали», перша версія, 1883 р.

Чимала доля малюнків майстра — штудії до майбутніх картин. 
Так, Рєпін довго крутив і міняв композицію картини «Не чекали», яку подавав як повернення із заслання державного злочинця. Саме малюнки дозволили побачити перші начерки і первісні композиційні знахідки. Первісно головною особою в картині він планував подати жінку-революціонерку, мати двох дітей. Це надавало композиції особливої психологічної напруги через бунт жінки-матері, що присвятила власні прагнення недозволеним перебудовам, реформам суспільного ладу і поплатилася за це засланням. Художник навіть зробив перший варіант картини з жінкою в техніці олійного живопису. 
Рідкісність, майже казуїстика вчинку відкрились художнику не одразу. Покинув картину першого варіанту. І в черговий раз переробивши композицію, він зробить головним героєм картини «Не чекали» — виснаженого засланням чоловіка. Він повернувся в домівку, де його вже встигли забути діти і нова служанка, здивована раптовою появою невідомого для неї пана. І лише стара мати впізнала сина і важко піднялась з крісла, аби привітати того, хто відбув покарання.

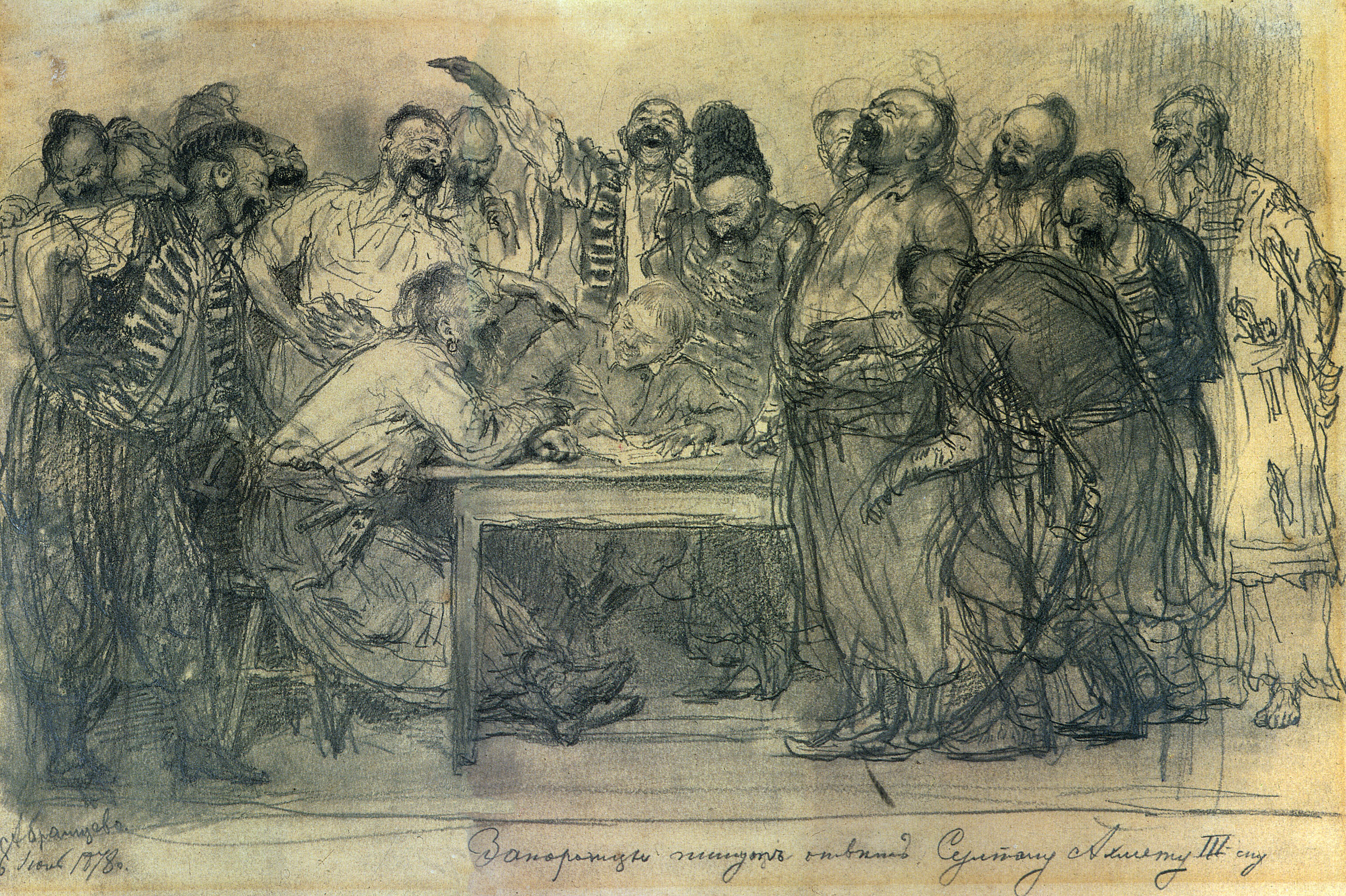
«Запорожці пишуть листа турецькому султану», малюнок первісної композиції, 1878 р.
«Відпочинок», малюнок первісної композиції, 1882 р.
«Арешт пропагандиста-народника», малюнок первісної композиції, 1879 р.

## Лавка Гніву
Сплив час. І вже до Рєпіна у садибу Пенати прибували студенти академії, аби показати уславленому художникові власні малюнки. Володар створив в парку садиби лавку Гніву, де і відбувались суди над малюнками візітерів. 
Сам художник не покидав малювання до останніх років життя, незважаючи на репортажний характер такого малювання.